# Pristimantis buckleyi
Espèce
Synonymes
- Hylodes buckleyi Boulenger, 1882
- Eleutherodactylus buckleyi (Boulenger, 1882)

Statut de conservation UICN

 LC  : Préoccupation mineure
Pristimantis buckleyi est une espèce d'amphibiens de la famille des Craugastoridae.

## Répartition
Cette espèce est endémique se rencontre entre 2 400 et 3 700 m d'altitude, :
- en Équateur dans les provinces de Carchi, d'Imbabura et de Sucumbíos ;
- en Colombie dans les départements de Cauca, de Nariño, de Valle del Cauca et de Putumayo.

## Étymologie
Cette espèce est nommée en l'honneur de Clarence Buckley (1839-1889).

## Publication originale
- Boulenger, 1882 : Catalogue of the Batrachia Salientia s. Ecaudata in the collection of the British Museum, ed. 2, p. 1-503 (texte intégral).